# Borussia (canción)
Borussia era un himno patriótico prusiano que tuvo de forma temporal el estatus de himno nacional. La melodía fue compuesta por Gaspare Spontini. La letra fue escrita por Johann Friedrich Leopold Duncker. Borussia es el nombre latino de Prusia y la alegoría de Prusia.

## Historia

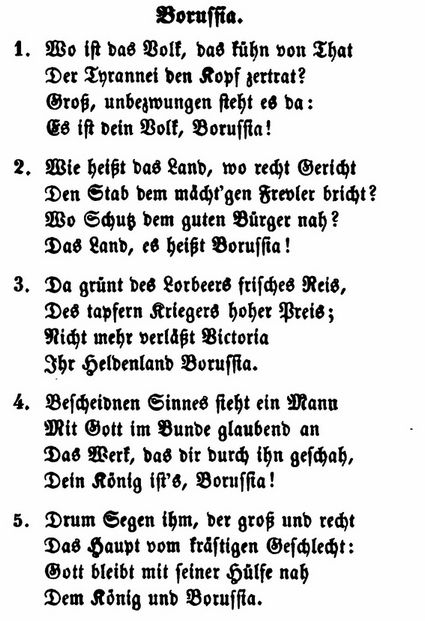

En 1814 el rey Federico Guillermo III se encontró con el compositor italiano Gaspare Luigi Pacifico Spontini en París, que le trajo en 1820 a Berlín como compositor de cámara. Una de las primeras composiciones en Berlín de Spontini fue Borussia. Preußischer Volksgesang. Dos años antes el mismo la llamó Chant national prussien. Se compuso para ser interpretada por 100 violines, 50 trompetas, otros 20 instrumentos de viento (fagots, clarinetes, trompas, etc.) y 130 sopranos. La letra la escribió Johann Friedrich Leopold Duncker, secretario de gabinete del rey.
El 3 de agosto de 1820, en el cumpleaños del rey Federico Guillermo, se estrenó con éxito el himno en la Ópera Real de Berlín. En ese mismo año se decretó que debía ser el himno nacional de Prusia y se cantó en las escuelas y en celebraciones patrióticas. 
Más adelante, el himno sería ampliado con cuatro estrofas más de la mano de Karl Alexander Herklots, aunque estas estrofas nunca llegaron a ser populares. Aunque lograron a inspirar a August Heinrich Hoffmann von Fallersleben.
Tras la fundación del Imperio alemán el 18 de enero de 1871, se intentó cambiar algo el himno en agosto del mismo año en una representación en el Teatro Real de Berlín. Se quiso adaptar la letra a los nuevos tiempos cambiando las palabras Borussia por Germania y rey por kaiser, aunque sin éxito.